# Emilia Radziejowska

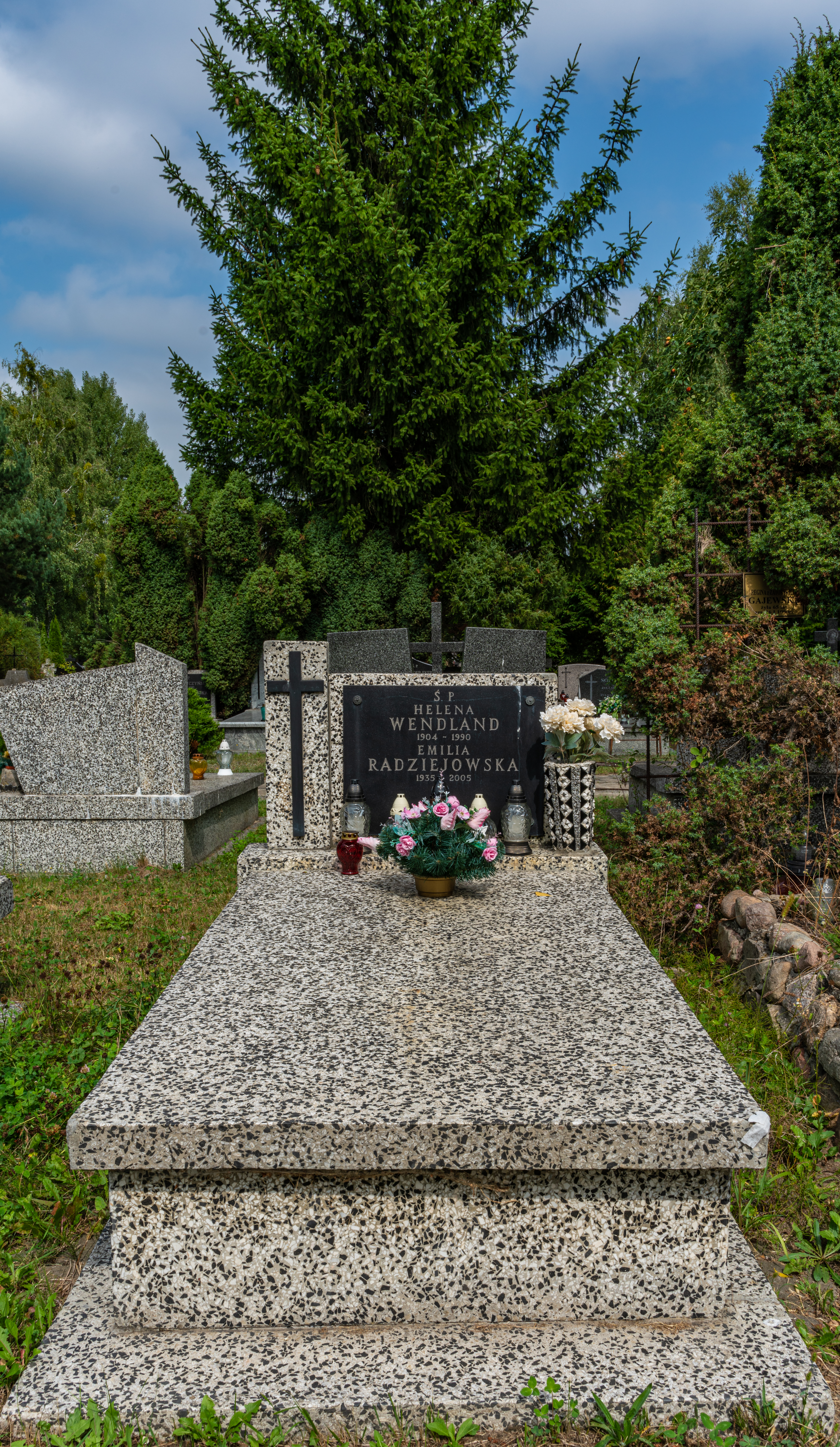
Grób Emilii Radziejowskiej na cmentarzu Komunalnym Północnym w Warszawie

Emilia Radziejowska /z domu Wandland/ (ur. 15 września 1935 w Warszawie, zm. 22 stycznia 2005 tamże) – polska aktorka teatralna.
Studiowała pod kierunkiem Ludwika Sempolińskiego na Wydziale Estradowym w warszawskiej Państwowej Wyższej Szkole Teatralnej, po jej ukończeniu w 1957 związała się z Teatrem Syrena. Występowała tam do 1986, kiedy to ze względów osobistych zakończyła karierę aktorską. 
Spoczywa na Cmentarzu Komunalnym Północnym w Warszawie (kw. W-XVIII-3-3-18).